# Marcel Omloop
Marcel Omloop (* 24. November 1949 in Tongerlo) ist ein ehemaliger belgischer Radrennfahrer.
Er war Profi von 1971 bis 1975.

## Palmarès
| Jahr | Erfolg | Erfolg            | Rennen                      |
| ---- | ------ | ----------------- | --------------------------- |
| 1969 | 2.     | 1. Etappe         | Tour de Namur               |
| 1969 | Sieger | 5. Etappe         | Tour de Namur               |
| 1971 | Sieger | 1. Etappe, Teil a | Silverstone Trophy          |
| 1971 | Sieger | 2. Etappe, Teil a | Silverstone Trophy          |
| 1971 | Sieger | Gesamtwertung     | Silverstone Trophy          |
| 1971 | Sieger | 3. Etappe         | Friedensfahrt               |
| 1972 | 3.     | 3.                | Omloop van West-Brabant     |
| 1972 | Sieger | Sieger            | Adinkerke                   |
| 1973 | Sieger | Sieger            | Omloop van de Fruitstreek   |
| 1974 | 3.     | 3.                | Omloop der drie Proviniciën |